# Semi-marathon de Varsovie
Le semi-marathon de Varsovie (en polonais: Półmaraton Warszawski) est une épreuve de course à pied d'une distance de 21,097 km dans la ville de Varsovie, en Pologne. Elle est organisée par Fundacja Maraton Warszawski.

## Histoire
La première édition a eu lieu le 26 mars 2006.

## Vainqueurs
| Année | Hommes                  | Pays    | Temps           |                      | Femmes      | Pays            | Temps |
| 2006  | Michael Karonei         | Kenya   | 1 h 04 min 12 s | Małgorzata Jamróz    | Pologne     | 1 h 14 min 47 s |       |
| 2007  | Michael Karonei         | Kenya   | 1 h 03 min 25 s | Justyna Bąk          | Pologne     | 1 h 12 min 14 s |       |
| 2008  | Michael Karonei         | Kenya   | 1 h 02 min 49 s | Mare Dibaba          | Éthiopie    | 1 h 11 min 24 s |       |
| 2009  | Michael Karonei         | Kenya   | 1 h 04 min 21 s | Małgorzata Sobańska  | Pologne     | 1 h 13 min 13 s |       |
| 2010  | Boniface Nduva          | Kenya   | 1 h 02 min 54 s | Karolina Jarzyńska   | Pologne     | 1 h 11 min 57 s |       |
| 2011  | Sammy Kigen             | Kenya   | 1 h 01 min 18 s | Katarzyna Kowalska   | Pologne     | 1 h 11 min 27 s |       |
| 2012  | Arkadiusz Gardzielewski | Pologne | 1 h 03 min 30 s | Wolha Mazurenok      | Biélorussie | 1 h 14 min 25 s |       |
| 2013  | Martin Mukule           | Kenya   | 1 h 02 min 49 s | Olga Ochal           | Pologne     | 1 h 14 min 04 s |       |
| 2014  | Victor Kipchirchir      | Kenya   | 1 h 00 min 48 s | Poline Wanjiku Njeru | Kenya       | 1 h 09 min 06 s |       |

 Record de l'épreuve